# Шинсплинт
Шинсплинт (или медиальный большеберцовый стресс-синдром) — боль вдоль внутреннего края голени (большеберцовой кости) из-за воспаления тканей в области.
Обычно боль ощущается между серединой голени и голеностопным суставом.
Боль может быть тупой или острой и обычно вызывается физическими упражнениями.
Обычно боль затихает во время отдыха. Осложнения могут включать стрессовые переломы .
Шинсплинт обычно появляются из-за чрезмерной физической активности. Обычно это группы бегунов, танцоров и военнослужащих.
Основной механизм не совсем понятен.
Диагностика, как правило, основана на симптомах, а медицинская визуализация проводится для исключения других возможных причин.
Шинсплинт обычно лечится отдыхом с последующим постепенным возвращением к упражнениям.
Могут быть использованы другие меры, такие как нестероидные противовоспалительные препараты (НПВП), холодные компрессы, физиотерапия и компрессия.
Стельки для обуви могут помочь некоторым людям.
Операция требуется редко, но может быть сделана, если другие меры не эффективны.
Частота появления шинсплинта в группах риска колеблется от 4 до 35 %.
Встречается чаще у женщин.
Впервые он был описан в 1958 году.

## Признаки и симптомы
Шинсплинт описывается как периодическая тупая боль, иногда становящаяся сильной болью, по внутренней части нижних двух третей голени.
Боль усиливается во время упражнений, и некоторые люди испытывают отёк в области боли.
Симптомы стрессового перелома отличаются тем, что боль локализуется в месте перелома.
При переломах от голени, шинсплинт прогрессирует у женщин в несколько раз чаще.
Частично это связано с тем, что у женщин чаще встречается снижение плотности костей и остеопороз.

## Причины
Шинсплинт обычно появляются из-за чрезмерной физической активности.
Обычно это группы бегунов, танцоров и военнослужащих.
Факторы риска развития шинсплинта включают
- Плоскостопие.[1]
- Избыточный вес.[3]
- Чрезмерно сжатые икроножные мышцы.[10]
- Вовлечение медиальной мышцы голени в чрезмерную активность эксцентрических мышц.[7]
- Выполнение высокоэффективных упражнений на твёрдых поверхностях (например, бег по асфальту или бетону).

Люди, которые ранее имели шинсплинт, чаще имеют его снова.

## Патофизиология
Хотя точный механизм неизвестен, шинсплинт вызывается перегрузкой голени.
Внезапное увеличение интенсивности или частоты в уровне активности утомляет мышцы слишком быстро, чтобы должным образом помочь поглощению удара, заставляя большеберцовую кость поглощать большую часть удара.
Это напряжение связано с началом шинсплинта.
Мышечный дисбаланс, в том числе слабых основных мышц, негибкости и герметичности нижних мышц ног, в том числе икроножной, камбаловидной и подошвенной мышцы (обычно является длинный сгибатель пальцев) может увеличить вероятность шинсплинта.
Боль, связанная с шинсплинтом, вызвана разрывом волокон Шарпи, которые соединяют медиальную подошвенную фасцию через надкостницу большеберцовой кости, где она вставляется в кость.
При повторяющемся напряжении ударные силы эксцентрично утомляют подошву и создают многократный изгиб или изгиб большеберцовой кости, способствуя образованию голеней.
Воздействие усугубляется бегом в гору, под уклон, на неровной поверхности или на твёрдых поверхностях.
Неправильная обувь, в том числе изношенная обувь, также может стать причиной шинсплинта.

## Диагностика
Шинсплинт обычно диагностируются на основании анамнеза и физического обследования
Важными факторами в анамнезе являются локализация боли, то, что вызывает боль, и отсутствие судорог или онемения.
При физическом осмотре мягкое давление на голень воссоздает тип испытываемой боли.
Обычно затронуты более 5 см длины голени.
Отёк, покраснение или слабый пульс в дополнение к симптомам шинсплинта указывают на другую причину.

### Дифференциальный диагноз
Другие потенциальные причины включают переломы напряжения, синдром компартмента, захват нервов и синдром захвата подколенной артерии.
Если причина неясна, может быть выполнена медицинская визуализация, такая как остеосцинтиграфия или магнитно-резонансная томография.
Сканирование костей и МРТ могут различать стрессовые переломы и шинсплинт.

## Лечение
Процедуры включают отдых, лёд и постепенное возвращение к деятельности.
Важно значительно уменьшить любую боль или припухлость, прежде чем вернуться к активности.
Укрепление упражнения следует проводить после того, как боль утихла, на икрах, четырехглавой и gluteals.
Для поддержания аэробной подготовки рекомендуется кросс-тренинг (например, езда на велосипеде, плавание, бокс и так далее).
Люди должны постепенно возвращаться к активности, начиная с короткого и низкого уровня интенсивности в течение нескольких недель. Следует рассмотреть возможность бега на других поверхностях, помимо асфальта, таких как трава, чтобы уменьшить силу, которую должна воспринимать нижняя часть ноги.
Ортезы и стельки помогают компенсировать биомеханические неровности, такие как пронация, и помогают поддерживать свод стопы.
Другие консервативные вмешательства включают в себя переоснащение обуви, ортопедию, мануальную терапию, тренировку баланса (например, с использованием доски для балансировки), инъекции кортизона и добавки кальция и витамина D.
Менее распространённые формы лечения более тяжёлых случаев голени включают в себя экстракорпоральную ударно-волновую терапию (ESWT) и хирургическое вмешательство.
Операция проводится только в крайних случаях, когда более консервативные варианты были опробованы в течение как минимум года.
Однако операция не гарантирует 100 % восстановления.